# معبر الحياة البرية

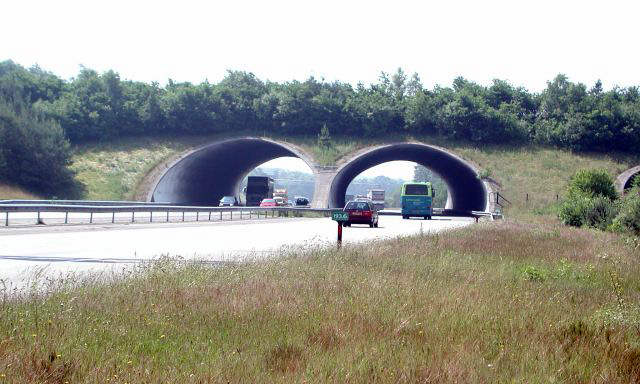

معابر الحياة البرية هي هياكل تسمح للحيوانات بعبور الحواجز التي يصنعها الإنسان بأمان. قد تشمل معابر الحياة البرية ما يلي: الأنفاق والجسور والممرات العلوية (بشكل رئيسي للحيوانات الكبيرة أو القطعان)؛ أنفاق البرمائيات؛ سلالم الأسماك؛ جسر المظلة (خاصة بالسعادين والسناجب) والأنفاق والعبّارات (للثدييات الصغيرة مثل ثعالب الماء والقنفذ والغرير)؛ السقوف الخضراء (للفراشات والطيور).
تُعدّ معابر الحياة البرية ممارسة للحفاظ على الموائل (المواطن)، إذ تؤمن الاتصال أو إعادة الاتصال بين الموائل، ومكافحة تجزئتها. وتساعد أيضًا في تجنّب الاصطدامات بين المركبات والحيوانات، التي لا تتسبّب بقتل أو إصابة الحيوانات البرية فقط، وإنما قد تتسبّب بإصابة البشر أيضًا وتضرّر الممتلكات.
يمكن استخدام هياكل مماثلة للحيوانات الأليفة، مثل ممرّات الماشية.

## الطرق وتجزئة الموائل
تحدث تجزئة الموائل عندما تخترق حواجز من صنع الإنسان -مثل الطرق والسكك الحديدية والقنوات وخطوط الطاقة الكهربائية وخطوط الأنابيب- موائل الحياة البرية وتقسمها. تُعدّ الطرق الأكثرَ انتشارًا والأشدّ ضررًا. يقدّر العلماء أن نظام الطرق في الولايات المتحدة يؤثر في بيئة لا تقل مساحتها عن خُمس مساحة الأرض في البلاد. لسنوات عديدة وثّق علماء البيئة والمحافظون عليها العلاقة الضارة بين الطرق والحياة البرية. يحدّد ياجر وآخرون (2005) أربعة جوانب تؤثر فيها الطرق وحركة المرور تأثيرًا ضارًا على مجموعات الحيوانات البرية: (1) تقلل كمية الموائل ونوعيتها، (2) وتزيد الوفيات بسبب تصادم المركبات بالحيوانات البرية (القتل على الطرقات)، (3) وتمنع الوصول إلى الموارد على الجانب الآخر من الطريق، (4) وتقسم مجموعات الحياة البرية إلى مجموعات فرعية أصغر وأكثر ضعفًا (التجزئة). يمكن أن تؤدي تجزئة الموائل إلى الانقراض أو الإبادة في حالة تقييد الجينات الخاصة بالمجموعة بالقدر الكافي.
تمارِس التأثيرات الثلاثة الأولى (فقدان الموائل، القتل على الطرقات، والعزلة عن الموارد) ضغوطًا على مجموعات الحيوانات المختلفة عن طريق تقليل الموارد المتاحة وقتل الأفراد مباشرة من المجموعة. على سبيل المثال، وجد بينيت (1991) أن القتل على الطرقات لا يشكل تهديدًا كبيرًا للسكان الأصحاء ولكنه يمكن أن يكون مدمراً للسكان الصغار أو المتقلصين أو المهددين. أثّرت الوفيات على الطرق تأثيرًا كبيرًا في عدد من الأنواع البارزة في الولايات المتحدة، بما في ذلك الأيل أبيض الذيل (Odocoileus virginianus)، وفهود فلوريدا (Puma concolor coryi)، والدببة السوداء (Ursus americanus). بالإضافة إلى ذلك، يمكن أن يكون فقدان الموائل مباشرًا، وذلك إذا دُمِّر الموئل لإفساح المجال للطريق، أو غير مباشر، إذا تعرضت نوعية الموائل القريبة من الطرق للخطر بسبب الانبعاثات من الطرق (مثل الضوضاء والإضاءة وجريان المياه السطحية والتلوث... إلخ). أخيرًا، ستتعرض الأنواع غير القادرة على الهجرة عبر الطرق للوصول إلى موارد مثل الغذاء والمأوى والشركاء إلى انخفاض معدلات الإنجاب والنجاة، ما قد يعرض حياة السكان للخطر.
بالإضافة إلى العوامل الثلاثة الأولى، أظهرت العديد من الدراسات أن بناء الطرق واستخدامها هو سبب مباشر لتجزئة الموائل. كما ذكر أعلاه، فإن المجموعات المحاطة بالطرق تكون أقل احتمالًا لاستقبال المهاجرين من الموائل الأخرى، ونتيجة لذلك، فإنها تعاني من نقص التنوع الجيني. هذه المجموعات الصغيرة معرضة بشكل خاص للانقراض بسبب التصادفية الديموغرافية والوراثية والبيئية، لأنها لا تحتوي على أليلات كافية للتكيف مع الضغوط الانتقائية الجديدة مثل تغيّر درجات الحرارة والموئل وتوفر الغذاء.
وُثِّقت العلاقة بين الطرق وتجزئة الموائل توثيقًا جيدًا. وجدت إحدى الدراسات أن الطرق تسهم في تجزئة موائل الغابات بشكل أكبر من إزالة الأشجار. وخلصت دراسة أخرى إلى أن تجزئة الغابات المتجاورة سابقًا في شرق أمريكا الشمالية هي السبب الرئيسي لتدهور أنواع طيور الغابة وألحقت أضرارًا بالغة بالثدييات الصغيرة والحشرات والزواحف في الولايات المتحدة. بعد سنوات من البحث، اتّفق علماء الأحياء على أن الطرق وحركة المرور تؤدي إلى تجزئة الموائل والعزلة والقتل على الطرقات، وكلها تجتمع لتعرّض بقاء الحيوانات البرية في جميع أنحاء العالم لخطر جسيم.

## تصادم المركبات بالحيوانات البرية
بالإضافة إلى المخاوف المتعلقة بالحفاظ على الحياة البرية، فإن تصادم المركبات بالحيوانات البرية يكبّد السكان تكاليف كبيرة لأن التصادمات تلحق الضرر بالممتلكات وتصيب الركاب والسائقين وتودي بحياتهم. قدّر برونديرينك وهيزبروك (1996) عدد حوادث الاصطدام مع الحافريات في حركة مرور أوروبا بنحو 507 ألف آلاف حادث سنويًا، أسفر عنها مقتل 300 شخص وجرح 30 ألف شخص وأضرار في الممتلكات تتجاوز المليار دولار. بالتوازي مع ذلك، يتسبب 1.5 مليون حادث سير تتعرّض له الغزلان في الولايات المتحدة كل عام بأضرار في المركبات تُقدّر بنحو 1.1 مليار دولار. على نطاق أوسع، تشير الأبحاث إلى أن حوادث تصادم المركبات بالحيوانات البرية في الولايات المتحدة تؤدي إلى إصابة 29 ألف شخص وأكثر من 200 حالة وفاة كل عام.
تسببت قضايا الحفاظ على الحياة البرية المرتبطة بالطرق (وفيات الحياة البرية وتجزئة الموائل) إلى جانب التكاليف البشرية والاقتصادية الكبيرة الناتجة عن تصادمات المركبات البرية، في بحث العلماء والمهندسين والسلطات المعنية بالنقل في عدد من أدوات التخفيف للحد من الصراع بين الطرق والحيوانات البرية. من بين الخيارات المتاحة حاليًا، تُعدّ الهياكل المعروفة باسم معابر الحياة البرية الأكثرَ نجاحًا في الحد من تجزئة الموائل وتصادم المركبات بالحيوانات البرية التي تسببها الطرق.
معابر الحياة البرية عبارة عن ممرات هيكلية تبنى أسفل الطرق أو فوقها، مصممة لتسهيل حركة آمنة للحياة البرية عبر الطرق. في السنوات الأخيرة، دعا علماء الحفظ الحيوي ومديرو الحياة البرية إلى إنشاء معابر الحياة البرية بالإضافة إلى سياج على جانب الطريق كوسيلة لزيادة نفاذية الطرق واتصال الموائل مع تقليل تصادم المركبات بالحياة البرية. معبر الحياة البرية هو المصطلح الذي يشمل الممرات السفلية والعلوية والجسور والجسور الخضراء وأنفاق البرمائيات/ الثدييات الصغيرة وجسور الحياة البرية. صُمِّمت كل هذه الهياكل لتأمين ممرات شبه طبيعية فوق الطرقات وتحتها، بحيث تتمكن الحيوانات من عبورها بأمان دون تعريض نفسها أو السائقين للخطر.

## التاريخ والموقع
يعود تاريخ التقارير المكتوبة عن سلالم الأسماك الخشنة إلى فرنسا في القرن السابع عشر، حيث استُخدمت حزم من الأغصان لإنشاء درجات في القنوات شديدة الانحدار لتجاوز العوائق. سُجِّلت براءة اختراع في عام 1837 لريتشارد مكفارلان من باثورست، نيو برونزويك، كندا، الذي صمّم معبرًا للسمك لتجاوز سدٍّ عند منشرته التي تعمل بالطاقة المائية. في عام 1880، بُني أول سلم للسمك في ولاية رود آيلاند بالولايات المتحدة، على سد شلالات بوتوكسيت. مع تقدم العصر الصناعي، أصبحت السدود وغيرها من عوائق الأنهار أكبر وأكثر شيوعًا، ما أدى إلى الحاجة لممرات فعالة للأسماك.
أُنشئت أول معابر برية للحيوانات في فرنسا خلال الخمسينيات. تبني الدول الأوروبية، بما فيها هولندا وسويسرا وألمانيا وفرنسا، هياكل العبور المختلفة للحد من الصراع بين الحياة البرية والطرق منذ عدة عقود وتستخدم مجموعة متنوعة من الممرات العلوية والسفلية لحماية الحياة البرية وإعادة تأسيسها مثل: البرمائيات والغرير وذوات الحوافر واللافقاريات وغيرها من الثدييات الصغيرة.
ذكرت جمعية الرفق بالحيوان في الولايات المتحدة أن تشييد أكثر من 600 نفق تحت الطرق الرئيسية والفرعية في هولندا ساعد على زيادة أعداد الغرير الأوروبي المهدد بالانقراض. يمتد الجسر الأطول "ecoduct"، بالقرب من كرايلو في هولندا، على مسافة 800 متر ويمتد على طريق سريع وسكة حديد وملعب غولف.
أصبحت معابر الحياة البرية شائعة بشكل متزايد في كندا والولايات المتحدة. توجد معابر للحياة البرية يمكن التعرف عليها كالتي في متنزه بانف الوطني في ألبرتا، حيث توفر الجسور المغطاة بالنباتات على طريق ترانس كندا السريع ممرًا آمنًا للدببة والموظ والغزلان والذئاب والإلكة والعديد من الأنواع الأخرى. بُني أربعة وعشرون معبرًا للحياة البرية في بانف كجزء من مشروع تحسين الطرق في عام 1978. في الولايات المتحدة، أُقيمت الآلاف من معابر الحياة البرية في الثلاثين عامًا الماضية، بما في ذلك العبّارات والجسور والممرات العلوية. واستُخدمت هذه الهياكل لحماية الماعز الجبلي في ولاية مونتانا، والسمندل المنقط في ولاية ماساتشوستس، وكبش الجبال الصخرية في ولاية كولورادو، والسلاحف الصحراوية في ولاية كاليفورنيا، وفهود فلوريدا المهددة بالانقراض في ولاية فلوريدا.
بُني أول معبر للحياة البرية في مقاطعة أونتاريو الكندية في عام 2010، على طول طريق أونتاريو السريع 69 بين سودبوري وكيلارني، كجزء من تحويل الطريق السريع الجاري.

## التكاليف والفوائد
يبدو أن الفوائد المستمدة من بناء معابر الحياة البرية لتمديد ممرات هجرة الحياة البرية على الطرق الرئيسية وتحتها تفوق تكاليف البناء والصيانة. تشير إحدى الدراسات إلى أن إضافة معابر الحياة البرية إلى مشروع طرقي ما تمثل زيادة بنسبة 7 إلى 8 في المئة من التكلفة الإجمالية للمشروع. من الناحية النظرية، يمكن التغاضي عن التكاليف المالية لبناء معابر الحياة البرية وصيانتها في المناطق ذات الأهمية البيئية مقابل الفوائد المرتبطة بحماية مجموعات الحياة البرية، والحد من الأضرار التي تلحق بالممتلكات، وإنقاذ حياة السائقين والركاب من خلال تقليل عدد الاصطدامات الناجمة عن الحياة البرية.
قدّرت دراسة أُجريت لوزارة النقل في فرجينيا أن الممرات السفلية للحياة البرية فعالة الكلفة، من حيث الأضرار التي لحقت بالممتلكات، إذ تمنع ما بين 2.6 و9.2 اصطدام بالغزلان في السنة، وهذا يتوقف على تكلفة الممر. عبَرَ الممرَّ ما يقرب من 300 غزال في السنة التي أجريت فيها الدراسة.

## الفعالية
أُجري عدد من الدراسات لتحديد مدى فعالية ممرات الحياة البرية في تأمين اتصال للموائل (من خلال توفير ممرات الهجرة الفعالة) والحد من تصادم المركبات بالحيوانات البرية. يبدو أن فعالية هذه الهياكل ترتبط بالموقع (بسبب الاختلافات في الموقع والهيكل والأنواع والموائل وما إلى ذلك) ولكن عمليات العبور كانت مفيدة لعدد من الأنواع في مجموعة متنوعة من المواقع.